# Miguel Montuori
Pour les articles homonymes, voir Montuori.
Miguel Ángel Montuori, né le 24 septembre 1932 à Rosario (Argentine) et décédé le 4 juin 1998 à Florence (Italie), était un footballeur italien.
Durant sa carrière, il a notamment joué pour le club chilien d'Universidad Católica puis pour le club italien de l'AC Fiorentina entre 1955 et 1961 avec lequel il a remporté le championnat d'Italie en 1956.
Par ailleurs, Montuori a été sélectionné à douze reprises en équipe d'Italie et inscrit deux buts entre 1956 et 1960.

## Palmarès
- En club :
  - Finaliste de la Coupe des clubs champions européens : 1957.
  - Championnat du Chili : 1954.
  - Championnat d'Italie : 1956.